# Salsa de nogales
La salsa de nueces (también conocida como pasta de nueces) es una salsa de origen iraní hecha principalmente de nueces y especialmente popular en la gastronomía georgiana.

## Variedades
Hay numerosas variedades de salsa de nueces, y la cocina georgiana tiene muchas.

### Baya
Baya (georgiano: ბაჟა) es la más versátil de las salsas georgianas de nueces, hecha de vinagre de vino tinto o de jugo de granada. Como es típico de la cocina georgiana, esta salsa es un poco acre porque los georgianos normalmente no usan dulcificantes en su cocina.

### Satsivi

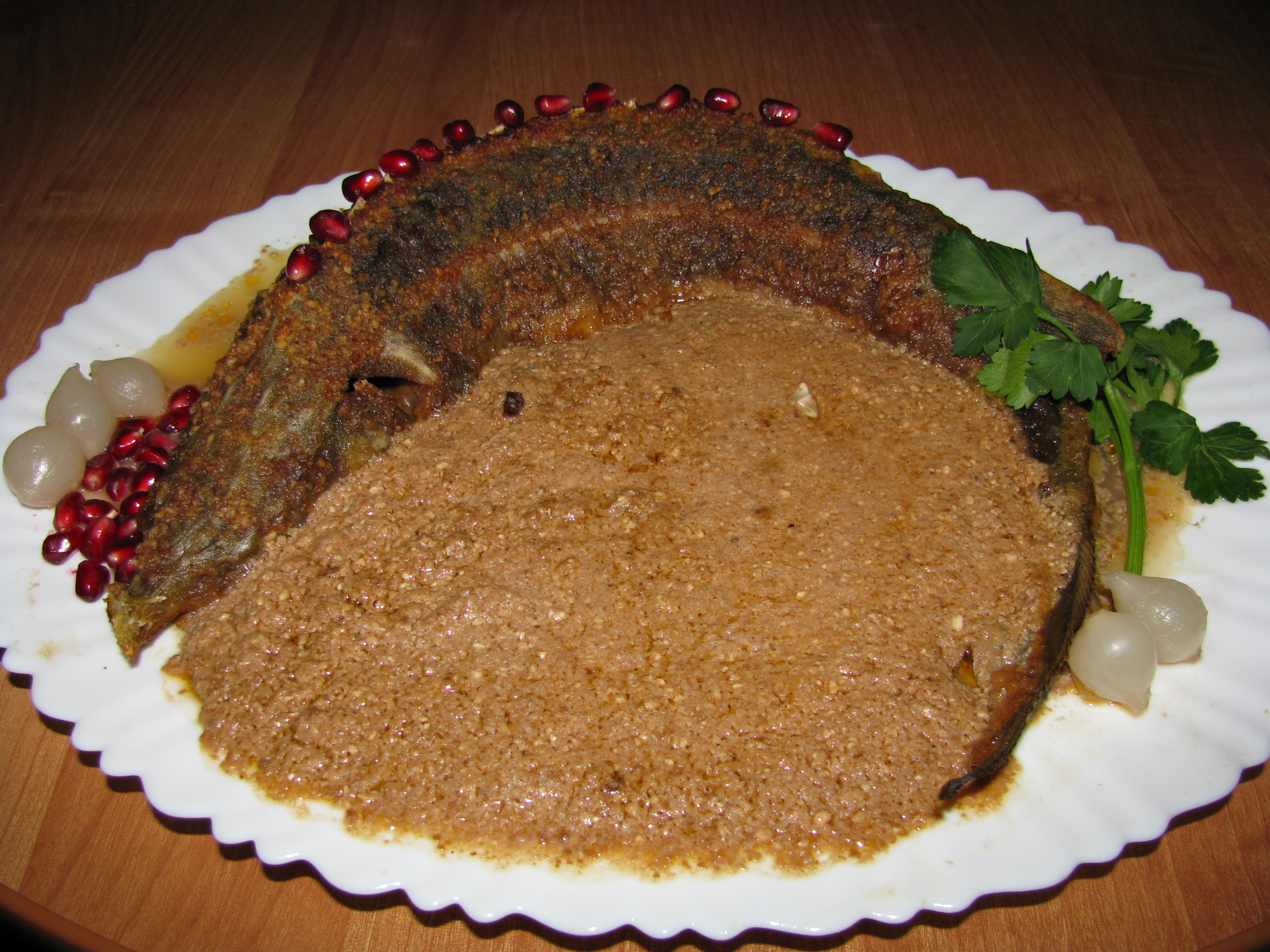
Esturion con satsivi

Satsivi (georgiano: საცივი) es una salsa georgiana hecha de nueces y servida fría como una salsa para acompañar el pan o para las carnes (generalmente las que se obtienen de la caza) o pescado frito. Tradicionalmente el satsivi está hecho de nueces, agua, ajo, una combinación de yerbas secas, vinagre, pimienta roja y sal al gusto.
Los pedazos de pavo o pollo cocido sumergidos en satsivi son una de las comidas principales de las fiestas del invierno.